# 陆终
陆终（？—？），或作祿終，中国神话人物，颛顼的玄孙，称的曾孙，老童的孙子，吴回的儿子。根据《史记·楚世家》记载，吴回继承兄长重黎祝融的职位。
根据安徽大学收藏安大简的记载，老童生有四子分别是重、黎、吴和回，生昆吾、参胡、彭祖、会人、晏安、季连六人的是黎，并没有陆终其人，黄德宽认为陆终是祝融之误。